# شاکپی (مینه‌سوتا)
شاکِپی  (به انگلیسی: Shakopee) شهری در شهرستان اسکات ایالت مینه‌سوتا در کشور ایالات متحده آمریکا است که جمعیت آن در سرشماری سال ۲۰۱۰ میلادی، ۳۷۰۷۶ نفر بوده‌است.